# Divizia B 2000-2001
Divizia B 2000-2001 a fost a 61-a ediție a Diviziei B, al doilea eșalon fotbalistic al României.
Echipele de pe primul loc din fiecare serie au promovat direct în Divizia A la finalul sezonului, cele de pe locul secund au jucat un baraj de promovare, în timp ce șase echipe din fiecare serie au retrogradat în Divizia C.

## Golgheteri Seria 1
- Laurențiu Diniță - Sportul Studențesc - 18
- Dorel Zaharia - Callatis Mangalia/CS Năvodari - 13
- Romeo Pădureț - Sportul Studențesc - 13
- Mircea Ilie - FC Onești - 12
- Ionuț Mazilu - Sportul Studențesc - 12
- Alexandru Bălțoi - Poiana Câmpina - 11
- Cristian Dicu - CS Năvodari - 9
- Florin Bratu - Tractorul Brașov - 8
- Virgil Marșavela - CS Metrom Brașov - 8
- Ionuț Bălan - ARO Câmpulung - 5
- Tihamer Török - Precizia Săcele - 5
- Costin Caraman - Callatis Mangalia - 5
- Dănuț Mitruc - Laminorul Roman - 5

## Golgheteri Seria 2
- Sandu Negrean - FC Baia Mare - 16
- Miroslav Giuchici - UM Timișoara - 11
- Dorin Rădoi - Extensiv Craiova - 10
- Ciprian Prodan - ASA Târgu Mureș - 9
- Vasile Ciocoi - CSM Reșița - 8
- Eugen Neagoe - Extensiv Craiova - 6
- Filip Popescu - Jiul Petroșani - 6
- Florin Turcan - UTA Arad - 6
- Florin Maxim - Apulum Unirea Alba Iulia - 5
- Vasile Jercălău - Apulum Unirea Alba Iulia - 5
- Cristian Todea - UTA Arad - 5
- Alin Chița - Politehnica Timișoara - 5